# René Borjas
René Borjas (ur. 23 grudnia 1897 w Montevideo, zm. 16 grudnia 1931 tamże) – piłkarz urugwajski, napastnik.
Jako piłkarz klubu Montevideo Wanderers wziął udział w turnieju Copa América 1926, gdzie Urugwaj zdobył mistrzostwo Ameryki Południowej. Borjas zagrał w dwóch meczach - z Chile i Argentyną. W obu spotkaniach zdobył po jednej bramce.
Wziął udział w Igrzyskach Olimpijskich w 1928 roku, gdzie Urugwaj zdobył złoty medal. Borjas zagrał w dwóch meczach – z Holandią i w powtórce finału z Argentyną.
Razem z klubem Wanderers Borjas dwa razy zdobył mistrzostwo Urugwaju – w 1923 i 1931. Ponadto w 1924 roku zwyciężył w turnieju Copa Río de la Plata. Należy do grona najwybitniejszych strzelców w historii klubu Wanderers – w tabeli wszech czasów klubu jako zdobywca 61 bramek Borjas plasuje się na 9. miejscu.
Borjas od 8 grudnia 1923 roku do 13 czerwca 1928 roku rozegrał w reprezentacji Urugwaju 7 meczów i zdobył 3 bramki.